# New Bight Airport
New Bight Airport (engelska: The Bight Airport) är en flygplats i Bahamas.   Den ligger i distriktet Cat Island, i den östra delen av landet, 210 km öster om huvudstaden Nassau. New Bight Airport ligger 7 meter över havet. Den ligger på ön Cat Island.
Terrängen runt New Bight Airport är platt. Havet är nära New Bight Airport västerut. Trakten är glest befolkad. 